# Joe Barral
Joe Barral (26 de junho de 1945) é um atirador monegasco. Participou de três Jogos Olímpicos de Verão, 1968, 1972 e 1976, mas não ganhou medalhas.